# Reine Almqvist
Reine Almqvist (* 21. April 1949) ist ein ehemaliger schwedischer Fußballspieler, der nunmehr als Fußballtrainer tätig ist.

## Spielerkarriere
Reine Almqvist begann seine Profikarriere bei IFK Göteborg, wo er von 1967 bis 1972 spielte. 1973 wechselte er zu Åtvidabergs FF. Dort blieb er aber nur zwei Jahre. 1976 machte er einen kurzen Abstecher zu IFK Sundsvall. Noch im selben Jahr kehrte er wieder zu IFK Göteborg zurück, wo er noch bis 1980 spielte. Dann wechselte er in die USA zu den Seattle Sounders. In der Saison 1981/1982 spielte er für BK Häcken, dort wurde er später in seiner Trainerkarriere dreimal eingestellt. Seine beiden letzten Stationen waren 1983 Ope IF und 1984 SK Djerv 1919. Beim letzteren Verein war er nachher auch mal Trainer.

## Nationalmannschaft
Er absolvierte zwischen den Jahren 1970 und 1979 vier Länderspiele für die schwedische Fußballnationalmannschaft.

## Trainerkarriere
Seine Trainerkarriere begann er 1977 bei IF Olsfors. Dort blieb er allerdings nur ein Jahr. 1982 trainierte er den Verein Kullens BK. Nach einem Jahr dort, wechselte er zum BK Häcken, wo er von 1981 bis 1982 als Spieler spielte.
Von 1984 bis 1993 trainierte er die Vereine SK Djerv 1919, Fredrikstad FK und wiederum den BK Häcken. 1994 wurde er als Trainer bei Helsingborgs IF eingestellt und wechselte im Jahr 1998 zu seinem allerersten Verein, wo er als Profi spielt und zwar beim IFK Göteborg, wo er allerdings nur ein Jahr blieb. Von 2000 bis 2005 trainierte er die Vereine Landskrona BolS, Bryne FK und den FK Tønsberg. 2006 fing er zum dritten Mal als Trainer von BK Häcken an, blieb aber dort nicht lange. Zwischen 2007 und 2008 trainierte er die Mannschaft von Västra Frölunda IF. 2009 kehrte er zu seiner ersten Trainerstation zurück, zu IF Olsfors. 2010 begann er wieder als Co-Trainer bei Helsingborgs IF.

## Titel als Spieler
- Schwedischer Meister 1969
- Torschützenkönig Allsvenskan 1969, 1977